# Pleśnica (struga)
Pleśnica (do 1945 r. niem. Bauergraben lub Bauerbach) – niewielka struga w północno-zachodniej Polsce, w województwie zachodniopomorskim, w powiecie polickim. Nazwa polska nowa od 1945 r., topograficzna od rzeczownika pleśń, nazwa niemiecka kulturowo-topograficzna od rzeczowników Bauer=chłop, rolnik; Graben=rów; Bach=strumień.
Struga wypływa z łąk położonych w południowej części Trzebieży. Płynie na południe przez Struskie Bagna, uchodzi do rzeczki Karpiny i wraz z nią do Roztoki Odrzańskiej. W Struskich Bagnach, od strony zachodniej przejmuje wody strumienia Karwia Struga.
Obecnie zmeliorowany nurt Pleśnicy pełni rolę rowu odwadniającego Struskie Bagna.